# 19 janvier 1967
Le jeudi 19 janvier 1967 est le 19e jour de l'année 1967.

## Naissances
- Álvaro Mejía, coureur cycliste colombien
- Abderezak Sebgag, Ministre de la Jeunesse et des Sports
- Anthony Browne, homme politique britannique
- Brian Donovan, acteur américain
- Delphine Gardey, historienne et sociologue française
- Eric Dover, musicien américain
- Fatma Zohra Zamoum, écrivaine, scénariste, documentariste, réalisatrice et productrice algérienne et française
- Javier Cámara, acteur espagnol
- Juan Sánchez Méndez, linguiste espagnol
- Mari Vaattovaara, géographe finlandaise
- Michael Schjønberg, footballeur danois
- Nekojiru (morte le 10 mai 1998), mangaka japonaise
- Thierry Savio, joueur français de rugby à XV
- Valérie Perrin, romancière française

## Décès
- Éric Dardel (né le 21 février 1899), géographe français
- Alexandre Rjechevski (né le 12 septembre 1903), dramaturge et scénariste soviétique
- Grace Cunard (née le 8 avril 1893), actrice, scénariste et réalisatrice américaine
- Jean-Joseph De Clercq (né le 31 août 1888), politicien belge
- Laszlo Peri (né le 13 juin 1899), sculpteur hongrois
- Reginald George Cavell (né le 27 février 1894), diplomate canadien
- Taavi Tamminen (né le 10 mars 1889), lutteur finlandais